# Monumento a Federico Borromeo
Il monumento a Federico Borromeo è un monumento in marmo di Carrara posto in piazza San Sepolcro a Milano. Si trova all'esterno della Biblioteca Ambrosiana.

## Storia e descrizione
Nel 1861 fu avviata una sottoscrizione da alcuni cittadini e, raggiunta la somma, fu dato incarico allo scultore Costantino Corti per lire 8 000, che completò l'opera nel 1864. Ci furono 1547 sottoscrittori e la statua fu donata alla città. Il monumento fu inaugurato il 16 luglio 1865.
Federico Borromeo è raffigurato in abito cardinalizio mentre regge nella destra l'atto di istituzione della Biblioteca Ambrosiana. La statua in marmo è alta 3 metri; il piedistallo in granito di Baveno è di 2,5 metri. Un modello in gesso fu esposto a Brera nel 1863 e oggi è conservato dalla Galleria d'Arte Moderna.
Ai lati del monumento sono presenti due diverse iscrizioni. La prima è la descrizione del cardinale presente ne I promessi sposi, mentre l'altra ricorda la fondazione della Biblioteca Ambrosiana.
Originariamente il monumento era posto nella piazza, di fronte all'ingresso della Biblioteca Ambrosiana. Nel 1906 il monumento, pur rimanendo di proprietà comunale, fu trasferito all'interno del recinto della Biblioteca.
In seguito sul fronte del monumento venne aggiunta una corona bronzea con la seguente iscrizione: